# 赖际熙

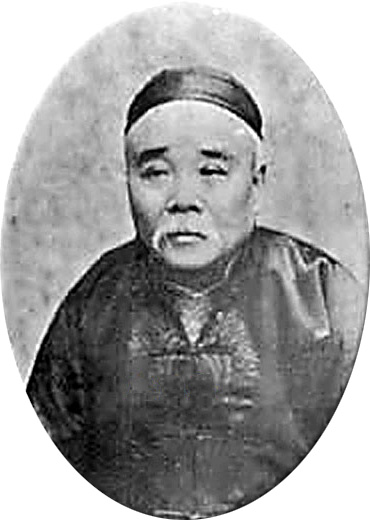
賴際熙

赖际熙（1865年—1937年），字焕文，号荔垞，广东增城湖塘埔人，晚清进士、学者，香港大學教授。因曾任清朝國史館總纂，又被尊稱為賴太史。

## 生平
赖际熙自幼好学，于广州广雅书院读书。光绪十五年（1889年）乡试中举人。光绪二十九年（1903年）科舉試中二甲进士。同年闰五月，清廷按舊制授予翰林院庶吉士，派他往進士館修習法政學。賴際熙學成後授翰林院編修，出任國史館纂修，不久更擢升為總纂。
辛亥革命成功後，他無意改事新朝，遂與陳伯陶、吳道鎔等原籍廣東的清朝遺老移居香港，專心從事文化教育和國學研究工作。
1913年，香港大學以計時受薪的形式聘任賴際熙與區大典為漢文講師，仿照廣東廣雅書院學制，教授史學和經學。賴際熙負責「史學」，講授三代至明朝的歷史。賴際熙另教「正音班」（Mandarin Class）給不諳粵語的學生學習。
1921年9月29日，賴際熙創辦香港崇正總會，是香港的歷史悠久的客家人組織，賴氏被推任會長13年。
1923年，賴氏與陳伯陶等同道成立「學海書樓」聚書講學，以宏揚中國文化為宗旨。香港富商何東、郭春秧、利希慎、李海東踴躍出資購書以表支持。當時香港尚未建設公共圖書館，學海書樓藏書數十萬冊供市民借閱，可稱香港第一圖書館。
1925年，漢學家金文泰就任香港總督，開始推動中文教育。1926年，自英國東來考察香港大學教育表現的威靈頓代表團（Willingdon Delegation）於考察報告申明香港大學的漢文教育除需保留傳統的「經史之學」外，還得賦予此等教育新的現代意義。賴際熙與區大典遂向港大提議改革中文科，設立「華文部」，在原有史學和經學的基礎上增辦「文詞學」。身兼港大校監的金文泰支持他們的建議，但港大缺乏經費，為此港大校長康寧（William W. Hornell）聯同賴際熙前赴馬來亞籌款，獲華僑捐資港幣4萬多元。1927年，香港大學「中文學院（School of Chinese Studies）」成立，由賴際熙領導。賴際熙被委任為全職的中國歷史教授（Reader in Chinese History）。
1928年，港大校方因財困，準備結束剛起步發展的中文學院。總督金文泰斡旋，華人領袖周壽臣、羅旭龢與馮平山等人成立勸捐委員會，合共籌得20萬元，令教學得以繼續。當時中文學院沒有專用課室，亦沒有具規模的中文圖書館，因此鄧志昂捐資6萬餘元興建教學大樓（鄧志昂樓），馮平山捐款10萬元興建中文圖書館大樓（馮平山圖書館），兩座樓宇分別在1931年和1932年啟用。
1933年，香港大學文學院進行改組，將「中文學院（School of Chinese Studies）」納為文學院的一系，稱為「中文系（Department of Chinese）」。賴際熙隨即結束他任教香港大學二十載的歲月。
1937年，賴際熙逝世，享年73岁。

## 逸事
賴際熙曾登宋王臺而賦《登宋王臺作》二首，其二詩云：
登臨遠在水之湄，豈獨興亡異代悲。
大地已隨滄海盡，怒濤猶挾故宮移。
殘山今屬周原外，塊肉曾無趙氏遺。
我亦當年謝皋羽，西臺慟哭只編詩。
詩中賴氏以終老海濱的南宋遺民謝皋羽自許，「豈獨、已隨、猶挾、今屬、曾無、我亦、只」等虛辭，襯托出賴氏之慷慨悲憤，也凸顯他對前朝的眷戀。

## 著作
民国四年（1915年）曾修《广东通志》，后与陈念典、湛桂芬总纂《增城县志》，此外，还编有《清史大臣传》、《崇正同人系谱》、《赤溪縣志》、《香港大學經學講義》等。后人集其著作，编有《荔垞文存》。